# Cléon-d'Andran
Cléon-d'Andran è un comune francese di 902 abitanti situato nel dipartimento della Drôme della regione dell'Alvernia-Rodano-Alpi.

## Società

### Evoluzione demografica
Abitanti censiti